# 503 Viviendas
503 Viviendas es un barrio perteneciente al distrito Palma-Palmilla de la ciudad andaluza de Málaga, España. Según la delimitación oficial del ayuntamiento, limita al norte con los barrios de La Palma y Huerta La Palma; al este y al sur, con el barrio de La Rosaleda; y al oeste, con el barrio de La Roca.

## Transporte
En autobús queda conectado mediante las siguientes líneas de la EMT: 
| Línea | Trayecto                      | Recorrido | Frecuencia    |
| ----- | ----------------------------- | --------- | ------------- |
| 15    | La Virreina - Santa Paula     | Recorrido | 11-12 minutos |
| 17    | Alameda Principal - La Palma  | Recorrido | 10 minutos    |
| N2    | Plaza de la Marina - Circular | Recorrido | 50-55 minutos |